# Ukatrats FC
Ukatrats FC (ウカトラッツ エフシー) fue una colaboración especial en la que distintos artistas japoneses fanáticos del juego de fútbol " Winning Eleven " colaboraron para crear el tema de apertura de Winning Eleven 10 y posteriormente un disco inspirado en este. Fue producido por ☆Taku Takahashi" ( m-flo ).
* Si lees Ukatrats al revés, se convierte en StarTaku (por el productor Taku Takahashi).

## Artistas
La colaboración incluyó a importantes artistas de la época y varios que aún siguen vigentes como m-flo, Ryohei, la agrupación Shonan no Kaze y MINMI, quien es declarada fanática del fútbol y realiza periodicamente presentaciones en los partidos del Yokohama F. Marinos, equipo de la cual ella es hincha.

Además de los miembros oficiales del grupo también participaron en el álbum otros artitas como  L-VOKAL, el grupo BeForU que colaboró durante muchos años con Konami en sus serie Dance Dance Revolution y Beatmania, MATALLY y algunos miembros (NARGO, Masahiko Kitahara y Gamou) de la famosa banda de ska y jazz Tokyo Ska Paradise Orchestra.

## Discografía

### Sencillo
- Win and Shine ( 24 de mayo de 2006 )
  1. Win and Shine
  2. Win and Shine / MATALLY.House Conv. Mix
  3. Win and Shine / Instrumental

### Álbum
- WE LOVE WE [WE LOVE Winning Eleven] / Varios artistas ( álbum recopilatorio "Winning Eleven") ( 14 de junio de 2006)
  1. Win and Shine / Ukatrats FC
  2. The AUDIENCE / GREAT ADVENTURE
  3. The CURE / LIV
  4. Oyaji no Cardigan / SPHERE of INFLUENCE & L-VOKAL
  5. WE Ai / UZI
  6. Descanso / EL PICHICHI (DJ KEN-BO, Mr. Beats aka DJ CELORY)
  7. KICK OFF / CORN HEAD & MINESHIN-HOLD
  8. Miracle Winning Road / YamaArashi
  9. Win and Shine / MATALLY Breaks Conv. Mix
  10. Beautiful Days / SCOOBIE DO
  11. Step by Step / Ijiwaru Kei FC
  12. Champion Road / SEAMO
  13. Renkei Play / ASIAENGINEER
  14. HELLO TO THE WORLD -HELLO W11 versión- / RAM RIDER×Kireek
  15. together / meister feat. MAYUMI SADA
  16. Win and Shine / MATALLY HOUSE REPRISE